# Far East Man
"Far East Man" es una canción escrita por George Harrison y Ronnie Wood en 1974, fue grabada por Harrison para su álbum de 1974 Dark Horse, y por Wood para su álbum de 1974, I've Got My Own Album to Do. En la grabación de Harrison, en los primeros compases de la canción, murmura algo como: 

"...esto es para Frank Sinatra... te queremos, Frank, y esperamos incluir ésta en el Caesar's Palace, y su próximo álbum en vivo".

Far East Man es también el título de un DVD lanzado en 2002 de The Ronnie Wood Band, tocando en vivo el año anterior.